# Phalaenopsis hieroglyphica
Phalaenopsis hieroglyphica là một loài lan bản địa Philippines, thuộc Chi Lan hồ điệp. Loài này có hoa mày trắng sữa có đốm.

## Hình ảnh

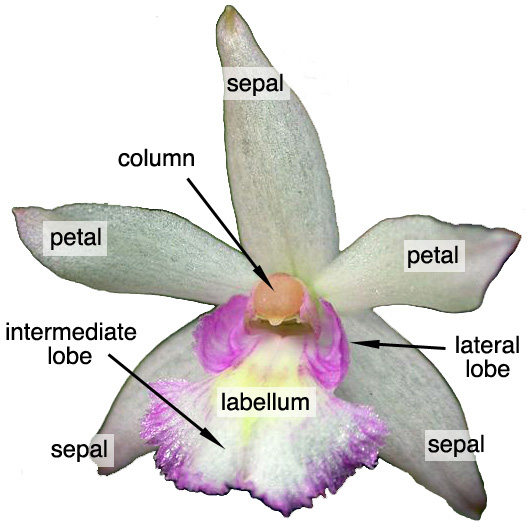
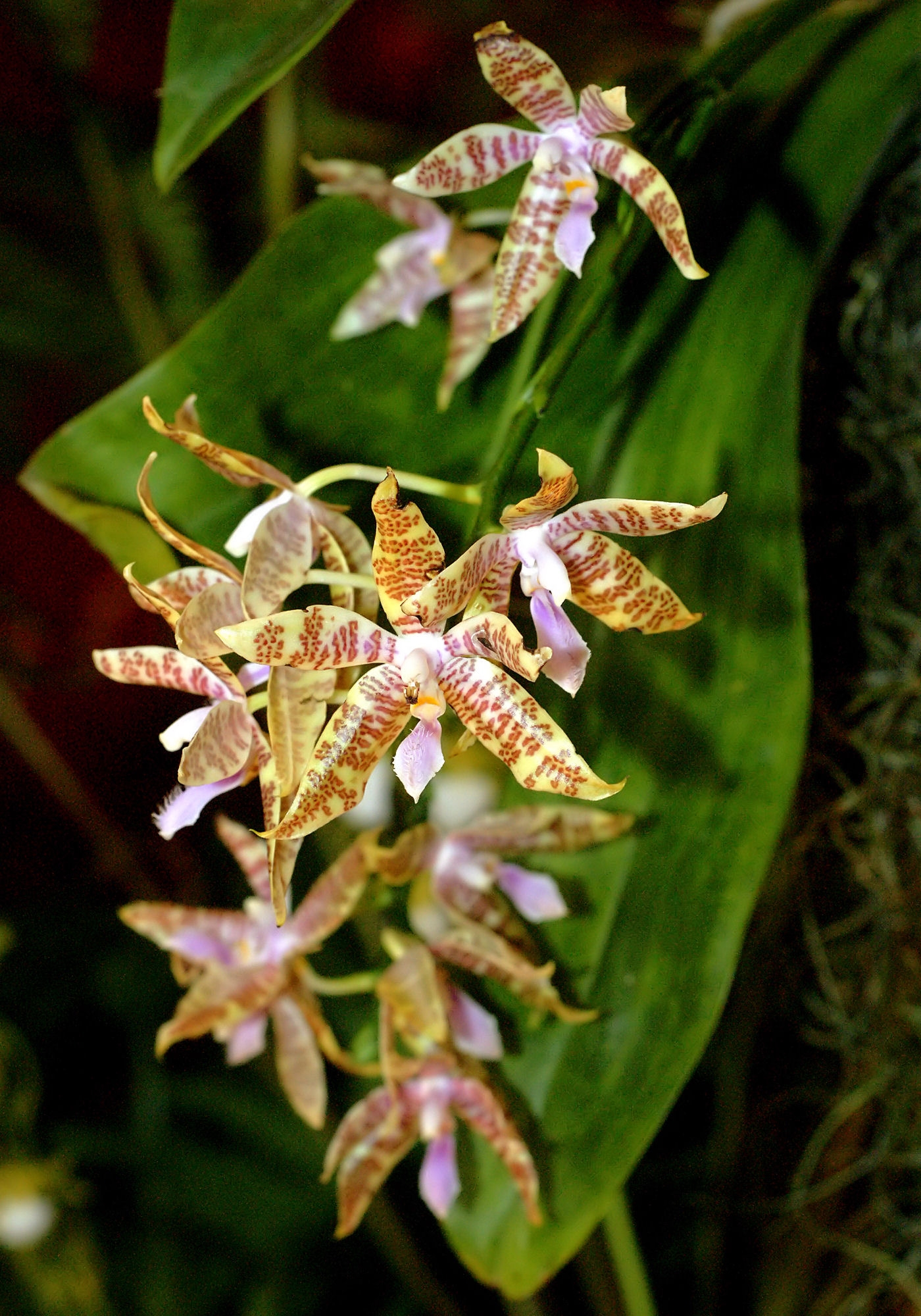
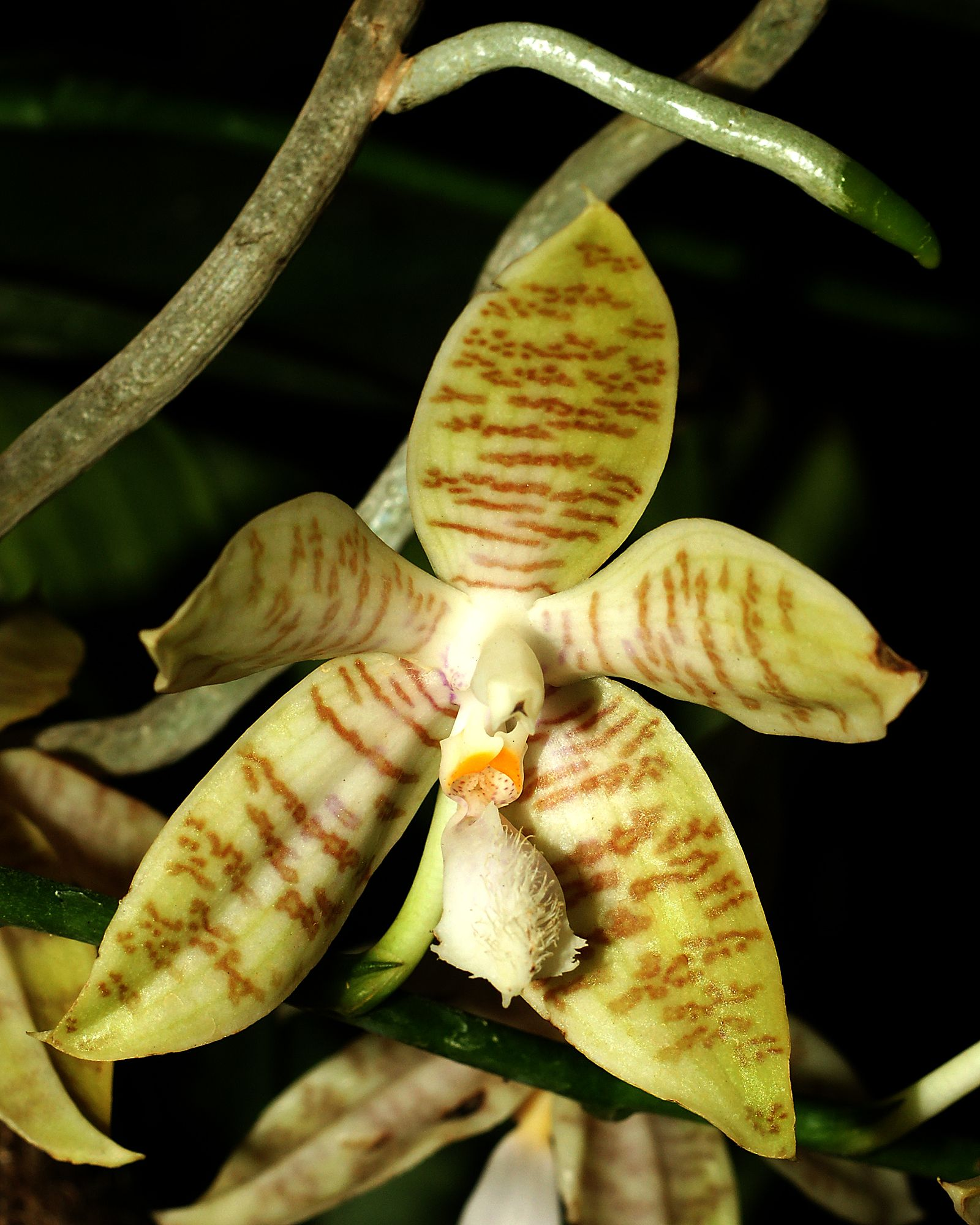